# تشارلز باريت لوكوود
تشارلز باريت لوكوود (بالإنجليزية: Charles Barrett Lockwood)‏ ـ (23 سبتمبر 1856 ـ 8 نوفمبر 1914) هو جراح وعالم تشريح بريطاني، كان عضوًا بكلية الجراحين الملكية، وكان يعمل بالجراحة في مستشفى سانت بارثولوميو بلندن.
عُرف لوكوود بأعماله الجراحية الرائدة في جراحات الفتق الأربي والفخذي، اللذين ألَّف عنهما كتابه المهم «الشفاء الجذري للفتقين الفخذي والأربي» (بالإنجليزية: Radical Cure of Femoral and Inguinal Hernia)‏ سنة 1893.
كان لوكوود صاحب فكرة تأسيس الجمعية التشريحية سنة 1887، وكان أول أمين لصندوقها ثم سابع رئيس لها (1901 ـ 1903).